# Cressida Dick
Pour les articles homonymes, voir Dick.
Cressida Rose Dick, née le 16 octobre 1960 à Oxford, Royaume-Uni, est une haute fonctionnaire de la police britannique exerçant les fonctions de commissaire en chef (Commissioner) de la Police de Londres (Metropolitan Police Service, MPS ou « Met »), de 2017 à 2022.

## Biographie

### Formation
Dick va à la Dragon School et au lycée à l'Oxford High School. En 1979, elle étudie au Balliol College d'Oxford où elle obtient un baccalauréat universitaire en lettres (Bachelor of Arts, BA) en sciences de l'agriculture et de la forêt. Plus tard, elle obtient un Master of Studies (MSt) en criminologie (2000) du Fitzwilliam College, Cambridge.
Avant de rejoindre la police, elle travaille brièvement dans un grand cabinet comptable.

### Carrière
Dick rejoint la Met en 1983. De 1995 à 2000, elle est officier de haut rang dans la police de la vallée de la Tamise (Thames Valley Police),. Après avoir obtenu une maîtrise en criminologie, elle retourne à la Met en 2001 et occupe ensuite des postes de cadre à la direction de la diversité de la police, dans les opérations de lutte contre les gangs et les armes à feu et dans les opérations de lutte contre le terrorisme. En 2005, un électricien d'origine brésilienne de 27 ans, Jean Charles de Menezes, suspecté à tort d’être un kamikaze, est abattu sans sommation de sept balles tirées par des policiers alors qu’il se rendait au travail. Cressida Dick était l’officière supérieure chargée des opérations.
En juin 2009, elle est promue au grade de commissaire adjointe, la première femme à occuper ce grade. Elle occupe brièvement le poste de sous-commissaire par intérim à la fin de 2011 et en 2012 car le poste est vacant. Elle supervise les préparatifs et les opérations de sécurité des Jeux olympiques de Londres de 2012 de la Met. Dick prend sa retraite de la Met en 2015 pour accepter un rôle au ministère des Affaires étrangères,, mais y revient en 2017 après avoir été sélectionnée par le ministère de l'Intérieur Britannique pour succéder à Bernard Hogan-Howe au poste de commissaire en chef de la Police métropolitaine, devenant ainsi la première femme à occuper ce poste,.

### Actions et prises de position
En tant que commissaire en chef, Cressida Dick critique les coupes budgétaires de la police, affirmant qu'elles inhibent les opérations de la police londonienne, y compris les efforts de lutte contre le terrorisme ; elle attribue une partie de la montée des crimes violents à Londres aux coupes budgétaires,,. En juin 2017, après les attentats terroristes du London Bridge et l'attaque de la mosquée de Finsbury Park, Cressida Dick appelle le gouvernement à donner plus de ressources à la police ; les budgets et les effectifs des forces de police sont en déclin par rapport à leur apogée en 2009/2010. En 2018, le nombre d'agents de police du MPS est passé sous les 35 000 pour la première fois en 15 ans ; Cressida Dick a cherché à « atteindre bien plus de 30 500 officiers, soit plus de 500 de plus que ce que nous avons actuellement » d'ici la fin de 2019. Cressida Dick accuse « la glamourisation de la violence » et « l'utilisation des réseaux sociaux pour narguer d'autres gangs » comme des facteurs supplémentaires responsable d'une augmentation des crimes violents.
Cressida Dick s'est déclarée préoccupée en 2018 de l'impact d'un no-deal Brexit, affirmant qu'il serait coûteux et mettrait le public en danger en réduisant ou en éliminant l'accès du Royaume-Uni aux bases de données policières, aux processus d'extradition rapides et à la coopération des services de police avec d'autres États membres de l'UE,.
En 2018, Cressida Dick lance une campagne pour augmenter la proportion de femmes officiers dans les rangs de la police de Londres. À l'époque, 27 % des officiers de la Met étaient des femmes. Cressida Dick a pour objectif d'augmenter ce chiffre à 50 % au fil du temps bien qu'elle n'ait pas fixé de date. En 2020, le maire de Londres Sadiq Khan et la police de Londres annoncent que cette dernière a pour objectif qu'au moins 40 % de leurs recrues soient d'origine noire, asiatique et minoritaire d'ici 2022. Cressida Dick déclare que la Met n'est « pas exempt de racisme ou de discrimination » et que la police londonienne est « déterminée à éliminer l'usage disproportionné de la force contre les Londoniens noirs ».
La carrière de Cressida Dick est marquée par des crises et des controverses ainsi qu'une série d'allers retours dans sa carrière avec la police. En 2005, elle dirige l'opération qui a conduit à la fusillade mortelle de Jean Charles de Menezes,. Un examen ultérieur blâme la Met pour des erreurs, mais Cressida Dick est dégagée de toute responsabilité personnelle lors d'un procès en 2007,. Les aspects controversés du mandat de Cressida Dick en tant que commissaire en chef du MPS incluent notamment l'utilisation par la Met de méthodes « stop and search » (arrêt et fouille),, la gestion des recommandations faites après l'opération Midland, une enquête sur un réseau pédophile, qui fut bâclée, et, en 2021, les arrestations de participants à une veillée aux chandelles pour Sarah Everard,.
Elle démissionne de sa fonction en février 2022, à la demande du maire de Londres Sadiq Khan, à la suite de la publication d'un rapport de la « police des polices » britanniques, l’IOPC, mettant en cause la misogynie et le racisme au sein des forces de police londoniennes.

## Décorations
Cressida Dick reçoit la Médaille de la police de la reine pour service distingué en 2010. Elle est nommée Commandeur de l'Ordre de l'Empire britannique en 2015 pour services rendus à la police. En septembre 2019, elle est promue Dame Commandeure de l'Ordre de l'Empire britannique à la suite de la démission de Theresa May qui récompense un certain nombre de personnes à son départ.

En 2013, elle est nommée comme l'une des 100 femmes les plus puissantes du Royaume-Uni par Woman's Hour sur BBC Radio 4.